# Rasimpaşa (Kadıköy)
Rasimpaşa est un quartier du district de Kadıköy, sur la rive asiatique d'Istanbul.
Il est situé au nord des quartiers d'Osmanağa et Caferağa, qui constituent le centre du district de Kadıköy. Il est à la limite sud du quartier de Selimiye, qui appartient au district voisin d'Üsküdar. La mer de Marmara borde Rasimpaşa à l’ouest.

## Histoire
Le quartier abrite l'un des plus anciens immeubles de Kadıköy et d'Istanbul, l'immeuble Tevfik Tura. Construit en 1909 par les Demirciyan, une riche famille arménienne, il est un indice précoce de la modernisation de la ville au XXe siècle.